# Александър Джику
Александър Квабена Квайду Джику (на английски: Alexander Kwabena Baidoo Djiku) е френски и ганайски футболист, играещ като защитник за турския Фенербахче и националния отбор на Гана. Участник на Световното първенство по футбол 2022, Купата на африканските нации 2021 и Купата на африканските нации 2023. През 2024 вкарва гола за отбора си срещу Кабо Верде при загубата с 1:2 в групите.

## Успехи
Бастия
- Купа на лигата на Франция
  -  Финалист (1): 2014/15[2]

Лични
- Футболист на годината на Гана: 2022[3]